# فنیل‌هیدروکسیل‌آمین
فنیل‌هیدروکسیل‌آمین (به انگلیسی: Phenylhydroxylamine) با فرمول شیمیایی C۶H۷NO یک ترکیب شیمیایی است. که جرم مولی آن ۱۰۹٫۱۲۷۴ g/mol می‌باشد. شکل ظاهری این ترکیب، سوزنی‌شکل زرد است.